# Julio Terrazas Sandoval
Pour les articles homonymes, voir Sandoval.
Julio Terrazas Sandoval, né le 7 mars 1936 à Vallegrande en Bolivie et mort le 9 décembre 2015 à Santa Cruz de la Sierra, est un cardinal bolivien, rédemptoriste et archevêque de Santa Cruz de la Sierra de 1991 à 2013.

## Biographie

### Prêtre
Après des études en pastorale sociale en France, Julio Terrazas Sandoval est ordonné prêtre le 29 juillet 1962 pour la congrégation des rédemptoristes (C.S.S.R).
Il a exercé son ministère sacerdotal en Bolivie où il a été supérieur de la communauté des rédemptoristes de Vallegrande.

### Évêque
Nommé évêque titulaire d'Apisa Maius (de) et évêque auxiliaire de La Paz en Bolivie le 15 avril 1978, il a été consacré le 8 juin suivant par le cardinal José Maurer. 
Le 9 janvier 1982, il est nommé à la tête du diocèse d'Oruro avant de devenir archevêque de Santa Cruz de la Sierra le 6 février 1991. 
Il a présidé la Conférence des évêques boliviens de 1985 à 1991.
Il se retire de sa charge d'archevêque le 25 mai 2013. 

### Cardinal
Jean-Paul II le crée cardinal lors du consistoire du 21 février 2001 avec le titre de cardinal-prêtre de San Giovanni Battista de' Rossi. Il participe au conclave de 2005 et à celui de 2013 qui élisent respectivement les papes Benoît XVI et François.
Au sein de la Curie romaine, il est membre du Conseil pontifical pour les laïcs et de la Commission pontificale pour l'Amérique latine.
Il meurt des suites d'une infection pulmonaire à son domicile le 9 décembre 2015, le même jour que son collègue italien le cardinal Carlo Furno.

## Succession apostolique
Julio Terrazas Sandoval a ordonné les évêques suivants :
- Évêque Braulio Sáez Garcia (es), O.C.D. (1987)
- Archevêque Sergio Alfredo Gualberti Calandrina (it) (1999)
- Évêque Stanisław Dowlaszewicz (pl), O.F.M.Conv. (2001)
- Évêque Bonifacio Antonio Reimann Panic (de), O.F.M. (2001)
- Évêque Francisco Javier del Río Sendino (de) (2006)
- Évêque Jorge Herbas Balderrama (de), O.F.M. (2007)
- Évêque Francesco Focardi (it), O.F.M. (2007)
- Évêque Roberto Bordi (de), O.F.M. (2011)
- Archevêque René Leigue Cesari (it) (2013)
- Évêque Noel Antonio Londoño Buitrago (es), C.SS.R. (2013)